# Du levande
Du levande är en svensk film skriven och regisserad av Roy Andersson.
Filmen hade världspremiär den 24 maj 2007 under Filmfestivalen i Cannes. Titeln är hämtad ur en vers i Goethes diktsamling Romerska elegier.

## Handling
Det finns ingen enhetlig historia bara små berättelser som till och från går in i varandra. De är fragment av tillvaron som tar upp teman om liv, existens och lycka. Filmen börjar med en monolog som slutar med att sjungas till jazzmusik som spelas av ensamma musiker, var och en i ett annat rum i en annan del av staden.
Berättelserna i filmen inkluderar:
- En medelålders kvinna (Mia) som beklagar sina olyckor samtidigt som hon är helt självupptagen. Hennes pojkvän (Uffe) försöker trösta henne och bjuder henne på middag. Kvinnan avvisar senare en beundrare som försöker ge henne en bukett blommor.
- En snickare som har en dröm där han döms och avrättas för att ha krossat ett mer än 200 år gammalt porslinsset när han försökte utföra duktricket.
- En ficktjuv på en restaurang stjäl en plånbok som han använder för att betala notan.
- En psykiater som har tappat tron på människors förmåga att vara lycklig på grund av sin själviskhet, och skriver nu bara ut piller.
- En företagskonsult som får sitt hår avklippt av en arg frisör innan han går på ett möte där vd:n får en stroke.
- En tubaspelare som tjänar pengar på att spela på begravningar och marcher, men lägger dem i fonder som går dåligt.
- En tjej (Anna) som hittar sin idol Micke Larsson på en krog. Han bjuder in henne och hennes vän på en drink, men överger henne genom att ge henne fel vägbeskrivning till sin bandrepetition. En stund senare på krogen berättar hon för folket i baren om drömmen hon hade om honom. I drömmen har de precis gift sig, och deras hyreshus färdas på en järnväg till en station där folk hejar på det lyckliga paret.

Filmen avslutas med ett montage av karaktärer som stannar upp mitt i vardagliga sysslor för att titta upp i himlen. En stor formation av B-52 bombplan dyker upp framför kameran när de hotfullt flyger in över en stor stad. Det här bokslutet med öppningsscenen där en man vaknar och berättar för publiken att han hade en mardröm om att bombplan skulle komma.

## Rollista
- Elisabet Helander - Mia
- Jörgen Nohall - Uffe
- Jan Wikbladh - Beundraren
- Björn Englund - Tubaspelaren
- Birgitta Persson - Tubaspelarens fru
- Lennart Eriksson - Mannen på balkongen
- Jessika Lundberg - Anna
- Eric Bäckman - Micke Larsson
- Rolf Engström - Trumslagaren
- Jessica Nilsson - Lärarinnan
- Pär Fredriksson - Hantverkaren
- Patrik Edgren - Professorn
- Gunnar Ivarsson - Affärsmannen
- Waldemar Nowak - Ficktjuven
- Håkan Angser - Psykiatrikern
- Ollie Olsson - Konsulten
- Kemal Sener - Frisören
- Bengt C.W. Carlsson - VD:N[3]

## Utmärkelser
Du levande vann Guldbaggen för årets bästa film och manuskript 2007. Filmen vann även Nordiska rådets filmpris. Roy Andersson fick efter filmen utmärkelse som bästa regissör på Guldbaggen, Chicago International Film Festival och Fantasporto (Directors' Week Award), samt blev nominerad i European Film Awards. Utöver priserna och nomineringarna var Du levande även Sveriges bidrag till Oscar för bästa utländska film vid 80:e Oscarsgalan, men den valdes inte ut som nominering.